# Jacob Moleschott
Jacob Moleschott (9. srpen 1822, 's-Hertogenbosch – 20. květen 1893, Řím) byl nizozemsko-italský fyziolog, představitel vulgárního materialismu. Jeho klíčová práce Kreislauf des Lebens vyšla roku 1852.
V letech 1842–1845 vystudoval medicínu na univerzitě v Heidelbergu. Od roku 1847 zde byl soukromým docentem, v roce 1854 dostal důtku za to, že zastává materialistické názory a také za propagaci kremace, pak byl profesorem v Curychu, Turíně a Římě. V závěru života se stal italským občanem a senátorem.
Moleschott zastával názor, že mozková činnost závisí na tuku, obsahujícím fosfor, z čehož usuzoval, že "bez fosforu není žádné myšlenky".